# Lekit
Lekit (grško Λήκυθος) je oblika starogrške keramične posode, ki spada med manjše poslikane vaze. Uporabljali so jih za shranjevanje tekočih dišav in drugih tekočin in so imele tudi sepulkralen (nagrobni) namen.
Lekitom so podobni aribali. Lekiti s črnofiguralno poslikavo v 6. st. pr. n. št. niso bili pogrebni, temveč so v njih shranjevali olje in dišave. Sredi 5. st. pr. n. št. so se pojavili beli lekiti, pri katerih je bila belo obarvana površina okrašena s tankim črnimi ali sivimi črtami.

## Beli lekiti
Beli lekiti so bili namenjeni čaščenju pokojnika in so bili atiški običaj. Če so bili najdeni v grobovih zunaj Atike, pomeni, da so jih imeli kolonisti ali izseljenci. Premaz posod je bel in pokriva trebuh vaze. Vrat, držalo in noga so prevlečeni s črnim firnežem. Na najstarejših posodah je ornament skromnejši, najpogosteje predstavlja osebo iz vsakdanjega življenja. Občasno so se pojavljale tudi podobe v zvezi s pokojnikom. Prikazujejo tudi Hermesa, ki vodi duše, Harona, ki s čolnom prevaža pokojnike ... Na lekitih iz mlajšega obdobja osebe izražajo čustva.
Vrhunec izdelave lekitov je bil v tretji četrtini 5. st. pr. n. št.

## Vrste
Lekite lahko razdelimo v pet vrst:
- standardni ali valjasti lekiti, ki so veliki med 30 in 50 cm, čeprav so tudi veliko večji, do 1 m, ki so se lahko uporabljali za nadomestitev pogrebne stele;
- dejanerijski lekiti izvirajo iz antičnega Korinta; so ovalne oblike z okroglo ramo in na splošno majhni, 20 cm; narejeni so bili v začetku obdobja črne poslikave do poznega 6. stoletja pr. n. št.;
- sekundarni ali plečati lekiti, različice standardnih, narejeni sredi 5. stoletja pr. n. št., najbolj so okrašeni s tehniko bele podlage, veliki so okoli 20 cm;
- čokati lekiti so običajno manjši kot 20 cm, imajo zaobljen trebuh in ravno podlago;
- želodasti lekiti so redkejši, so ovalne oblike, na dnu imajo pritrjene nožice.

## Vir
- Lekit